# Michael Duffy
Pour les articles homonymes, voir Duffy.
Michael Duffy, né le 28 juillet 1994 à Londonderry en Irlande du Nord, est un footballeur nord-irlandais. Il évolue au poste d'attaquant. Il joue depuis 2017 au sein du club irlandais du Dundalk Football Club avec lequel il est champion d'Irlande en 2018.

## Biographie

### En club
Michael Duffy nait à Londonderry. Il commence le football au sein des équipes de jeunes du club local, le Derry City Football Club. En 2012, il intègre l'équipe première du club et fait ses grands débuts en championnat d'Irlande le 6 juillet 2012 lors d'un déplacement à Dublin contre UCD. Au cours de la saison suivante, il marque son premier but. Il donne la victoire à son club sur le terrain de Shelbourne FC le 3 juin 2013.
En 2013, il marque deux buts en Ligue Europa contre les Gallois d'Aberystwyth Town puis les Biélorusses du Chakhtior Salihorsk. Duffy inscrit un triplé en juillet suivant contre UCD. En octobre 2014, Duffy signe une prolongation de contrat de deux années avec Derry.
Ses performances avec Derry attirent l'attention des recruteurs britanniques. En février 2015 le club écossais du Celtic le recrute. Il ne joue aucun match en équipe première du club mais ses prestations en équipe de jeunes sont remarquées. Le Celtic le prête successivement à l'Alloa Athletic Football Club et au Dundee Football Club.
Michael Duffy signe avec le club irlandais du Dundalk Football Club en janvier 2017. Il fait partie de l'équipe qui remporte la Coupe de la Ligue d'Irlande en 2017. Il dispute la finale de la Coupe d'Irlande de football en novembre 2017, mais rate le tir au but de la victoire lors de la séance de tirs au but contre le Cork City FC. En 2017, Dundalk termine à la deuxième place du championnat.
L'année 2018 est celle de la consécration pour Michael Duffy. Son club réalise le doublé en remportant le championnat et la coupe d'Irlande. Duffy marque 13 buts lors de la saison et est nommé Footballeur irlandais de l'année. Il est aussi nommé dans l'équipe de l'année aux côtés de quatre de ses coéquipiers dont Patrick Hoban, meilleur buteur du championnat.

### En équipe nationale
Michael Duffy est sélectionné dans toutes les équipes de jeunes de l'Irlande du Nord, depuis les moins de 17 ans jusqu'aux espoirs. Seule lui manque une sélection en équipe A. Le 28 août 2016, Michael O'Neill sélectionneur de l'équipe d'Irlande du Nord de football, lui envoie une présélection pour le rassemblement international. Mais il n'entre pas en jeu lors du match qualificatif pour la Coupe du monde de football 2018 contre la République tchèque.
En août 2018, Michael Duffy change son point de vue et se déclare prêt à être sélectionné en équipe d'Irlande.

## Palmarès
avec Dundalk
- Championnat d'Irlande
  - Champion en 2018
- Coupe de la Ligue d'Irlande
  - Vainqueur en 2017

Titre individuel
- Footballeur irlandais de l'année 2018

## Statistiques
| Club                  | Saison            | Championnat | Championnat | Coupe  | Coupe | Coupe de la Ligue | Coupe de la Ligue | Autres | Autres | Total  | Total |
| Club                  | Saison            | Matchs      | Buts        | Matchs | Buts  | Matchs            | Buts              | Matchs | Buts   | Matchs | Buts  |
| --------------------- | ----------------- | ----------- | ----------- | ------ | ----- | ----------------- | ----------------- | ------ | ------ | ------ | ----- |
| Derry City FC         | 2012              | 5           | 0           | 0      | 0     | 0                 | 0                 | 0      | 0      | 5      | 0     |
| Derry City FC         | 2013              | 23          | 2           | 1      | 0     | 3                 | 2                 | 2      | 0      | 29     | 4     |
| Derry City FC         | 2014              | 29          | 11          | 5      | 2     | 1                 | 0                 | 4      | 2      | 39     | 15    |
| Derry City FC         | Total             | 57          | 13          | 6      | 2     | 4                 | 2                 | 6      | 2      | 73     | 19    |
| Celtic FC             | 2014-2015         | 0           | 0           | 0      | 0     | 0                 | 0                 | 0      | 0      | 0      | 0     |
| Celtic FC             | 2015–2016         | 0           | 0           | 0      | 0     | 0                 | 0                 | 0      | 0      | 0      | 0     |
| Celtic FC             | 2016–2017         | 0           | 0           | 0      | 0     | 0                 | 0                 | 0      | 0      | 0      | 0     |
| Celtic FC             | Total             | 0           | 0           | 0      | 0     | 0                 | 0                 | 0      | 0      | 0      | 0     |
| Alloa Athletic (prêt) | 2015–2016         | 34          | 3           | 1      | 0     | 1                 | 0                 | 2      | 0      | 38     | 3     |
| Dundee (prêt)         | 2016–2017         | 8           | 0           | 1      | 0     | 4                 | 1                 | 0      | 0      | 13     | 1     |
| Dundalk FC            | 2017              | 32          | 8           |        |       |                   |                   |        |        | 32     | 8     |
| Dundalk FC            | 2018              | 35          | 13          |        |       |                   |                   | 2      | 0      | 37     | 13    |
| Total en carrière     | Total en carrière | 134         | 29          | 8      | 2     | 9                 | 3                 | 8      | 2      | 193    | 34    |